# Château de Plein-Mont
Le château de Plein-Mont, ou fortification de Plein-Mont est une forteresse médiévale dont les ruines se trouvent dans la forêt de Hargnies-Laurier appartenant à la commune d'Hargnies, dans le département des Ardennes.

## Localisation
Les ruines de l'ancien château fort se trouvent sur un étroit éperon entre la vallée de la Houille (moulin de Felenne) et du ruisseau du Mont-Vireux, à la limite de la frontière belge.

## Historique
Le château a été probablement construit au cours du XIIIe siècle et a été un repaire de faux-monnayeurs au début du XIVe siècle (florins, deniers parisis et deniers tournois) à la fin du règne de Philippe le Bel.
À l'époque, des tyrans pouvaient s'enrichir rapidement en frappant fausse monnaie, mais la punition était radicale car les faux monnayeurs étaient trempés vivants dans l'eau ou dans l'huile bouillante[réf. nécessaire].

## Les fouilles
Les  fouilles ont permis de découvrir deux murs de pierres sèches, témoin d'un édifice dont le système défensif comportait deux fossés et deux murs de barrage avec archères défendant les accès nord et sud.
Un four adossé au mur de barrage nord, passe pour avoir servi à fondre le métal nécessaire à la frappe de la fausse monnaie.
Des traces d'incendie sont les indices d'une destruction violente pouvant se situer vers la fin XIIIe ou début du  XIVe siècle.